# Epamera pollux
Epamera pollux är en fjärilsart som beskrevs av Aurivillius 1895. Epamera pollux ingår i släktet Epamera och familjen juvelvingar. Inga underarter finns listade i Catalogue of Life.